# شهرستان الگانسی، میشیگان
شهرستان الگانسی، میشیگان (به انگلیسی: Algansee Township, Michigan) یک منطقهٔ مسکونی در ایالات متحده آمریکا است که در میشیگان واقع شده‌است.

## خصوصیات
شهرستان الگانسی ۹۳٫۵ کیلومترمربع مساحت و ۱٬۹۷۴ نفر جمعیت دارد و ۳۲۴ متر بالاتر از سطح دریا واقع شده‌است.